# Canton de Voiteur
Le canton de Voiteur est une ancienne division administrative française située dans le département du Jura en région Bourgogne-Franche-Comté.

## Représentation

### Conseillers d'arrondissement (de 1833 à 1940)
| Période                                  | Période      | Identité                           | Étiquette                    | Qualité |
| ---------------------------------------- | ------------ | ---------------------------------- | ---------------------------- | --- |
| 1833                                     | 1833         | Jean Simon Bidot (1783-1852)       |                              | Propriétaire, maire de Voiteur                                                                              |
| 1833                                     | 1839         | Maxime Ferdinand Coras (1804-1872) |                              | Médecin à Montain                                                                                           |
| 1839                                     | 1848 (décès) | Justin Morard (1810-1848)          |                              | Maire de Domblans                                                                                           |
|                                          |              |                                    |                              | |
|                                          | 1894 (décès) | Louis Ernest Simandre (1840-1894)  |                              | Propriétaire à Nevy-sur-Seille, Président du Conseil d'arrondissement                                       |
| 1894                                     | 1898         | Maximin Brocard                    | Républicain                  | Propriétaire viticulteur, maire de Menétru-le-Vignoble                                                      |
|                                          |              |                                    |                              | |
| 1919                                     | 1925         | M. Marguet                         | Rad.                         | |
| 1925                                     | 1931         | M. Coraz                           | Union nationale républicaine | |
| 1931                                     | 1936         | Albert Sailland                    | Rad.                         | Négociant, maire de Domblans                                                                                |
| 24 janvier 1937                          | 1937         | César Bonnivard (1880-1956)        | Rad.                         | Maçon, maire de Voiteur (révoqué par le Gouvernement de Vichy en 1943)                                      |
| 1937                                     | 1940         | Xavier Richard                     | PSF                          | Cultivateur, maire du Vernois                                                                               |
| 1940                                     |              |                                    |                              | Les conseils d'arrondissement ont été suspendus par la loi du 12 octobre 1940 et n'ont jamais été réactivés |
| Les données manquantes sont à compléter. |              |                                    |                              | |

### Conseillers généraux de 1833 à 2015
| Période         | Période                  | Identité                              | Étiquette             | Qualité |
| --------------- | ------------------------ | ------------------------------------- | --------------------- | --- |
| 1833            | 1839                     | Michel Bidot (1802-1885)              |                       | Magistrat - Propriétaire à Quintigny, maire de Voiteur |
| 1839            | 1845                     | Maxime Ferdinand Coras (1804-1872)    |                       | Docteur en médecine, propriétaire à Montain |
| 1845            | 1848                     | Léon Monnier                          |                       | Maitre des requêtes au Conseil d'État, propriétaire à Voiteur Président du Conseil général                                                                                      |
| 1848            | 1852                     | Benoit Noir                           |                       | Officier de santé, maire de Voiteur (1844-1850) |
| 1852            | 1871                     | Charles Ruty                          |                       | Officier comptable des subsistances militaires à Lons-le-Saunier Propriétaire                                                                                                   |
| 1871            | 27 décembre 1871 (décès) | Claude Louis Étienne Bury (1815-1871) |                       | Avocat puis juge-suppléant à Lons-le-Saunier |
| 4 février 1872  | 1877 (démission)         | François Honoré Gindre (1814-1890)    |                       | Docteur-médecin à Voiteur |
| 1877            | 1898                     | Ernest Bourdon                        | Républicain           | Juge de paix du canton de Lons-le-Saunier Propriétaire à Domblans |
| 1898            | 1928                     | Maximin Brocard                       | Rad.                  | Propriétaire viticulteur Maire de Menétru-le-Vignoble, conseiller d'arrondissement Sénateur (1920-1933)                                                                         |
| 1928            | 1936                     | Edouard Malenfer                      | Rad.                  | Greffier de la Justice de Paix à Voiteur |
| 1936            | 1940                     | Albert Sailland                       | Rad.                  | Négociant Maire de Domblans |
|                 |                          |                                       |                       | |
| 1943            | 1945                     | Xavier Richard                        | PSF                   | Cultivateur Conseiller d'arrondissement, maire du Vernois Nommé conseiller départemental en 1943                                                                                |
|                 |                          |                                       |                       | |
| 1945            | 1964                     | Pierre Peltier (1914-2006)            | DVD-CNIP              | Agriculteur à Menétru-le-Vignoble |
| 1964            | 1982                     | Jean Gravier                          | MRP puis CDP puis UDF | Directeur commercial Maire de Frontenay Sénateur (1966-1983) Président du Conseil Général (1973-1980)                                                                           |
| 1982            | 2008                     | René Millet (1937-2016)               | UDF                   | Cadre chez Groupama Maire de Granges-sur-Baume Président de l'Association des Maires du Jura (2001-2006) Président départemental de l'UDF Suppléant du député Jacques Pélissard |
| 2008            | 28 juillet 2013 (décès)  | André Lamy (1950-2013)                | PCF                   | Vice-Président du Conseil Général, Domblans |
| 28 juillet 2013 | 2015                     | Marie-Odile Mainguet                  | EELV                  | Institutrice en retraite, Montain |

## Composition
Ce canton était composé des trente-cinq communes suivantes :
| Nom                     | Code Insee | Intercommunalité                           | Superficie (km2) | Population (dernière pop. légale) | Densité (hab./km2) |
| ----------------------- | ---------- | ------------------------------------------ | ---------------- | --------------------------------- | ------------------ |
| Voiteur (chef-lieu)     | 39582      | CC Bresse Haute Seille                     | 9,42             | 744 (2014)                        | 79                 |
| Baume-les-Messieurs     | 39041      | CA Espace communautaire Lons Agglomération | 13,09            | 182 (2014)                        | 14                 |
| Blois-sur-Seille        | 39057      | CC Bresse Haute Seille                     | 5,40             | 118 (2014)                        | 22                 |
| Château-Chalon          | 39114      | CC Bresse Haute Seille                     | 10,17            | 153 (2014)                        | 15                 |
| Domblans                | 39199      | CC Bresse Haute Seille                     | 14,86            | 941 (2014)                        | 63                 |
| Le Fied                 | 39225      | CC Arbois, Poligny, Salins – Cœur du Jura  | 8,39             | 200 (2014)                        | 24                 |
| Frontenay               | 39244      | CC Bresse Haute Seille                     | 8,13             | 175 (2014)                        | 22                 |
| Granges-sur-Baume       | 39260      | CC des Coteaux de la Haute Seille          | 7,93             | 126 (2013)                        | 16                 |
| Ladoye-sur-Seille       | 39272      | CC Bresse Haute Seille                     | 3,69             | 57 (2014)                         | 15                 |
| Lavigny                 | 39288      | CC Bresse Haute Seille                     | 5,38             | 373 (2014)                        | 69                 |
| Le Louverot             | 39304      | CC Bresse Haute Seille                     | 1,74             | 226 (2014)                        | 130                |
| La Marre                | 39317      | CC Bresse Haute Seille                     | 10,63            | 332 (2014)                        | 31                 |
| Menétru-le-Vignoble     | 39321      | CC Bresse Haute Seille                     | 5,88             | 153 (2014)                        | 26                 |
| Montain                 | 39349      | CC Bresse Haute Seille                     | 2,29             | 514 (2013)                        | 224                |
| Nevy-sur-Seille         | 39388      | CC Bresse Haute Seille                     | 6,56             | 218 (2014)                        | 33                 |
| Le Pin                  | 39421      | CA Espace communautaire Lons Agglomération | 2,82             | 252 (2014)                        | 89                 |
| Plainoiseau             | 39422      | CC Bresse Haute Seille                     | 5,38             | 548 (2014)                        | 102                |
| Saint-Germain-lès-Arlay | 39482      | CC des Coteaux de la Haute Seille          | 6,08             | 476 (2014)                        | 78                 |
| Le Vernois              | 39553      | CC Bresse Haute Seille                     | 1,08             | 305 (2014)                        | 282                |

## Démographie
| 1962  | 1968  | 1975  | 1982  | 1990  | 1999  | 2006  | 2011  | 2012  |
| ----- | ----- | ----- | ----- | ----- | ----- | ----- | ----- | ----- |
| 4 564 | 4 352 | 4 404 | 5 047 | 5 388 | 5 811 | 6 108 | 6 092 | 6 067 |